# Rhagodes persica
Rhagodes persica är en spindeldjursart som beskrevs av Kraepelin 1899. Rhagodes persica ingår i släktet Rhagodes och familjen Rhagodidae. Inga underarter finns listade i Catalogue of Life.